# Шпагін Георгій Семенович
Георгій Семенович Шпагін ( 17 (29) квітня 1897, село Клюшниково Володимирської губернії, тепер Ковровського району Владимирської області — 6 лютого 1952, Москва) — радянський конструктор стрілецької зброї, Герой Соціалістичної Праці (1945).

## Біографія
Майбутній конструктор народився в селі Клюшниково в селянській родині.
Закінчив трирічну школу. Під час Першої світової війни, в 1916, Шпагін був мобілізований в армію і потрапив у полкову збройову майстерню, де детально ознайомився з різними вітчизняними та іноземними зразками зброї. Після жовтневого перевороту працював зброярем в одному зі стрілецьких полків Червоної Армії.
1920 року, після демобілізації з армії, Георгій Шпагін пішов слюсарем у дослідну майстерню Ковровського збройно-кулеметного заводу, де працювали в цей час В. Г. Федоров і В. О. Дегтярьов. З 1922 року він брав активну участь у створенні нових зразків зброї.
Однією із значних робіт конструктора з'явилася модернізація 12,7-мм великокаліберного кулемета Дегтярьова (ДК), знятого з виробництва через виявлені недоліки. Після того, як Шпагін розробив модуль стрічкового живлення для кулемета Дегтярова, в 1939 вдосконалений кулемет був прийнятий на озброєння РСЧА під позначенням "12,7 мм крупнокаліберний кулемет Дегтярьова - Шпагіна зразка 1938 року - ДШП".  Масовий випуск ДШП був ропочатий у 1940-1941 роках, і за роки Великої Вітчизняної війни було вироблено близько 8 тисяч кулеметів.
Найбільшу славу конструктору принесло створення пістолета-кулемета зразка 1941 року (ППШ). Розроблений як заміна дорожчому й складнішому у виробництві ППД, ППШ став наймасовішою автоматичною зброєю Червоної Армії під час німецько-радянської  війни (всього за роки війни було випущено приблизно 6141000 штук) і перебував на озброєнні до 1951 року. Цей "автомат", як його зазвичай називали, є одним із символів перемоги над гітлерівською Німеччиною і часто зображується в/на скульптурах, живописних полотнах і інших пам’ятках, присвячених Другій світовій війні. 
Під час війни Шпагін працював над організацією масового виробництва пістолетів-кулеметів своєї системи на В'ятсько-Полянському машинобудівному заводі в Кіровській області, куди він був переведений на початку 1941 року, вдосконаленням їх конструкції і технології виробництва. Крім того, в 1943 Георгій Семенович розробив сигнальний пістолет ШПШ.
В 1944  вступив до ВКП(б); був депутатом Верховної Ради СРСР II скликання (1946 - 1950).
Помер на початку 1952 року від раку шлунка.

## Нагороди
За створення нових зразків зброї Шпагіну присвоєно звання Героя Соціалістичної Праці (1945), присуджена Сталінська премія другого ступеня (1941).
Нагороджений трьома орденами Леніна, орденом Суворова II ступеня, орденом Червоної Зірки і медалями.